# La Fée du Bodensee
Pour plus de détails, voir Fiche technique et Distribution.
La Fée du Bodensee (Die Fischerin vom Bodensee) est un film allemand réalisé par Harald Reinl, sorti en 1956.
Le film se déroule au bord du lac de Constance (Bodensee en allemand) à Friedrichshafen, au château de Kirchberg, à Hagnau, à Meersburg et au musée des palafittes d'Unteruhldingen. La chanson folklorique éponyme écrite et composée par Franz Winkler.

## Synopsis
La pêcheuse Maria, fille illégitime, vit avec son grand-père sur le lac de Constance et sort quotidiennement avec son voisin Loisl ; les rendements sont généralement suffisants pour vivre. Maria est toujours inaccessible aux hommes car elle estime qu'ils la considèrent comme une proie facile.
Au marché de Bregenz (en fait tournée au port de Meersburg), elle vend moins ses captures clairsemées de poisson par l'éleveur de poissons Bruckberger, car il réduit ses prix. Le fils de Bruckberger, Hans, est secrètement amoureux de Maria ; cependant, ses parents, en particulier sa mère, s'attendent à ce qu'il choisisse Fanny ou Anny, filles jumelles de Schweizer riche négociant en bois ; les familles Bruckberger et Schweizer sont amies depuis des années.
Un jour, alors que les jumelles détruisent les filets de pêche de Maria avec leur bateau à moteur par orgueil, Hans l'apprend et veut compenser cela en remplissant les filets de Maria du poisson de son père pendant la nuit. Lorsque Maria le découvre, elle vend le précieux costume de sa grand-mère pour lui rembourser l'argent. Elle évite désormais Hans, qui n'abandonne pas et la retrouve le soir sur une petite île où elle passe souvent du temps. Il n'attache pas le bateau pour qu'elle ne puisse pas s'échapper et la convainc de ses vrais sentiments par un baiser. Les deux passent la nuit ensemble sur l'île ; le lendemain matin, il lui dit qu'il l'épousera même si ses parents s'y opposent.
Lorsqu'il rentre à la maison pour parler de ses intentions de se marier, la mère lui dit que Maria est l'enfant illégitime de son père et qu'il ne peut pas l'épouser. Le père n'a inventé cette histoire que pour pouvoir boire une fois par mois la pension alimentaire pour cet enfant illégitime.
Hans ne veut pas le croire et interroge le grand-père de Maria sur son origine ; quand Maria le découvre, elle est terriblement déçue et ne croit plus au véritable amour de Hans. Après une certaine confusion, les jumelles découvrent que leur père est aussi le père de Maria. Maintenant, rien ne s'oppose à un mariage entre Maria et Hans.

## Fiche technique
- Titre français : La Fée du Bodensee ou La Fille du lac ou La Pêcheuse du Bodensee[1]
- Titre original : Die Fischerin vom Bodensee
- Réalisation : Harald Reinl assisté de Lothar Gündisch
- Scénario : Karl Heinz Busse, Harald Reinl
- Musique : Ralph Maria Siegel
- Direction artistique : Ernst H. Albrecht, Paul Markwitz
- Costumes : Brigitte Scholz
- Photographie : Ernst W. Kalinke
- Son : Walter Zander
- Montage : Lieselotte Prattes
- Production : Ernst Neubach
- Société de production : Neubach Film
- Société de distribution : Constantin Film
- Pays d'origine :  Allemagne de l'Ouest
- Langue : allemand
- Format : Couleur - 1,33:1 - Mono - 35 mm
- Genre : Comédie romantique
- Durée : 90 minutes
- Dates de sortie :
  - Allemagne de l'Ouest : 24 juillet 1956.
  - Danemark : 18 avril 1958.
  - Espagne franquiste : 22 septembre 1958.
  - France : 2 janvier 1963[1].

## Distribution
- Marianne Hold : Maria Gassl
- Gerhard Riedmann (de) : Hans Bruckberger
- Annie Rosar : Stefanie Bruckberger
- Joe Stöckel (de) : Karl Bruckberger
- Joseph Egger : Grand-père Gassl
- Rudolf Bernhard : Anton Schweizer
- Isa Günther : Anny Schweizer
- Jutta Günther : Fanny Schweizer
- Loisl Blank : Loisl

## Source de la traduction
- (de) Cet article est partiellement ou en totalité issu de l’article de Wikipédia en allemand intitulé « Die Fischerin vom Bodensee » (voir la liste des auteurs).